# Grigor Tatevatsi
Grigor Tatevatsi (Armeens: Գրիգոր Տաթևացի) (1346 - 1409/1410) was een Armeens nominalistisch filosoof, theoloog en een heilige in de Armeens-Apostolische Kerk. Hij was daarnaast ook leraar, dichter, schilder, kopiist, miniaturist en overste van het klooster van Tatev.
Grigor was de auteur van talrijke theologische en filosofische geschriften en was een fervent verdediger van de onafhankelijkheid van de Armeens-Apostolische Kerk van de Latijnse kerk. Hij verluchtte twee manuscripten die nu bewaard worden in het Matenadaran van Jerevan.

## Biografie

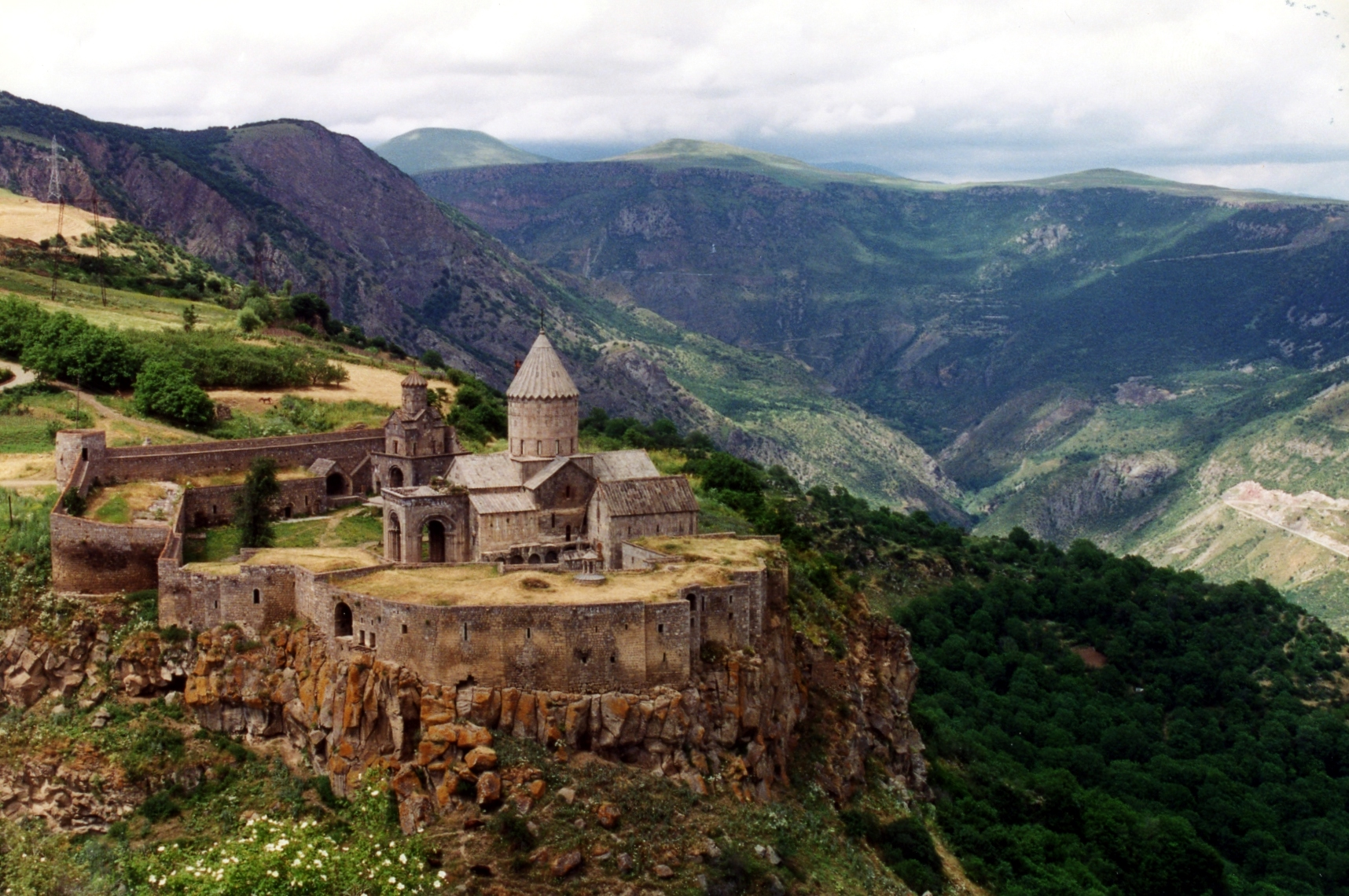
Monastieke complex van Tatev

### Jeugdjaren
Zijn geboortedatum staat ter discussie bij de historici. Sommige tijdgenoten van Grigor (onder meer zijn leerling Matteos Jughayetsi) spreken over 1346, anderen over 1366 à 1368. Volgens zijn leerling werd hij geboren in Tmkaberd in de provincie Vajots Dzor (tegenwoordig in Georgië). Door de troebelen in Zakaridisch Armenië (een leengebied van Tamar van Georgië en vervolgens van de Mongolen) vestigden zijn ouders zich in Sjoenik.
De jongen zou tussen 1346 en 1360 zijn opgevoed door zijn broer aan het hof van koning David. Dit zou het verhaal over zijn geboorte en afkomst drastisch wijzigen, hij zou geboren zijn in Georgië en geen enig kind geweest zijn zoals in de heiligenlevens van de Armeense kerk (de Yaysmawurk) verteld wordt. Hij schreef trouwens zelf in een Bijbel in 1373: “mijn beide ouders, mijn zussen en mijn broers”, maar dat kan ook in herinnering aan hen geweest zijn.

### Opleiding door Vorotnetsi
Ook over de naam Grigor bestaat onzekerheid. Een auteur uit zijn tijd schrijft dat hij de naam Grigor kreeg van zijn leraar Vorotnetsi bij zijn aanstelling als diaken. Hij zou daarvoor Hutlushah, of Khutlushah genoemd zijn. Een aantal van zijn werken die hij kopieerde voor hij diaken werd, zijn met die naam getekend. In 1371 schreef hij in de colofon van een kopie van de Hexaemeron van Fra Bartholomeus, bisschop van Maragha, dat het werd geschreven door Grigor de diaken voordien Khutlushah genoemd.
De jonge Grigor zou Hovhannes Vorotnetsi ontmoet hebben in Georgië, toen hij 14 was en hij bleef 28 jaar zijn leerling. Vorotnetsi had gestudeerd aan de universiteit van Gladzor en werd daarna rector van de universiteit. Toen Gladzor werd gesloten stichtte hij de universiteit van Tatev. Vorotnetsi  gaf Grigor de titel van vardapet en benoemde hem tot hoofd van de kloosterschool van Aprakunis. Later zou Grigor hem opvolgen aan het hoofd van de universiteit van Tatev. Na de dood van Vorotnetsi in 1386 of 1388 werd Grigor het hoofd van de kloosters van Aprakunis en van Tatev.

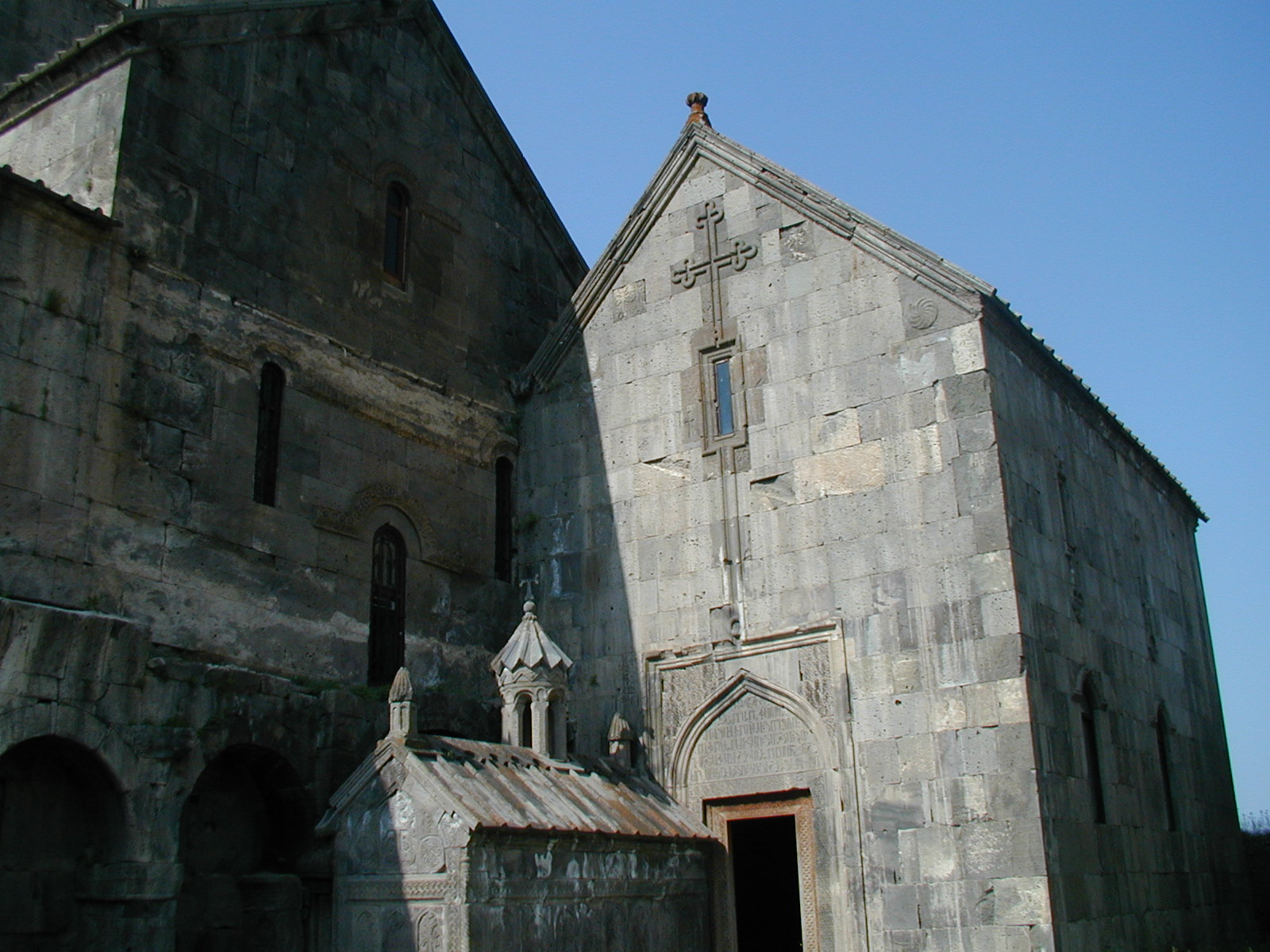
Klooster van Tatev ; in het centrum, het mausoleum van Gregory van Tatev.

Grigor bleef in Tatev tussen 1390 en 1408. In dat jaar vluchtte hij van Tatev naar Metzop met een hele groep van monniken en studenten. Hij stierf in Tatev op 27 december 1409 en werd in het klooster begraven. Hij werd heilig verklaard in de 15e eeuw en in 1787 werd een mausoleum voor hem opgericht.

### Samenvatting
Sergio La Porta stelde de volgende chronologie op van het leven van Grigor Tatevatsi:
- 1344 geboorte
- 1351 als jongen van zeven afgestaan aan de kerk voor zijn opleiding
- 1358 ontmoet zijn toekomstige leraar Vorotnetsi
- 1371 gewijd tot diaken
- 1373 in Jeruzalem met Vorotnetsi waar hij priester gewijd werd
- 1374 à 1376 krijgt de laagste rang van vardapet
- 1385 krijgt de hoogste rang van vardapet

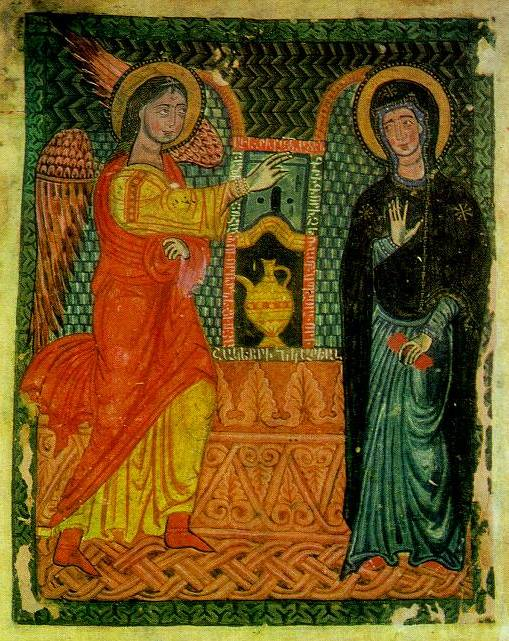
Miniatuur van Grigor Tatevatsi in een evangelieboek, 1378, Annunciatie, Matenadaran, Ms. 7482, f248v.

- 1386 of 1388

## Werken
In het begin van zijn carrière is Grigor Tatevatsi vooral actief geweest als scribent, er was een opleiding voor schrijvers aan de Tatev universiteit en de scribenten leerden tegelijkertijd de kunst van de boekverluchting, portretschildering en landschapschildering. Grigor kopieerde verschillende theologische en filosofische werken en in een aantal daarvan zijn colofons teruggevonden waarin hij vernoemd werd. Armeense schrijvers in de dertiende en veertiende eeuw moesten een gedegen kennis hebben van het Grabar of Oudarmeens. De taal werd niet meer gesproken, ze was geëvolueerd tot een academische, kerkelijke taal. De scribenten moesten dus het Grabar bestuderen en beheersen om oudere manuscripten te kunnen kopiëren.
Als miniaturist wordt hij vernoemd in een evangelie dat in het klooster van Tatev geïllustreerd werd in 1378 (Matenadaran, Ms. 7482). Dit is het enige werk dat met zekerheid aan hem kan worden toegeschreven dankzij de colofon in de miniatuur van de annunciatie, die de miniatuur toeschrijft aan Igor Tatevasti.  Het manuscript bevat naast deze miniatuur nog de vier evangelistenportretten, een miniatuur met het kerstgebeuren, de intrede in Jeruzalem, de kruisiging en een Moeder met Kind. Op basis van stilistische kenmerken zouden de miniaturen van de kruisiging, de intrede in Jeruzalem en de Moeder met Kind van de hand van een assistent kunnen zijn
In de eerste plaats was Grigor Tatevatsi een belangrijk schrijver. Hij schreef filosofische en theologische werken, naast werken bestemd voor de pastorale liturgie en exegetische werken.
Enkele werken van zijn hand vindt men in onderstaande lijst:
- Commentaren op de psalmen
- Commentaren op de boeken van Salomon
- Commentaren op het boek Job
- Commentaren op het boek van Jesaja
- Commentaren op het evangelie van Johannes
- Commentaren op het evangelie van Mattheus
- Boek van de vragen
- Sermoenboeken voor winter en zomer
- Commentaren op Aristoteles Categoriae
- Commentaren op de werken van Aristakes Lastivertsiand

## Weblinks
- Miniaturen door Grigor Tatevatsi en anonieme assistent online bekijken
- Grigor Tatevatsi op Sacred Tradition,

- Bibliothèque nationale de France: cb16132972m (data)
- Gemeinsame Normdatei: 120789477
- International Standard Name Identifier: 0000 0000 7142 643X
- Library of Congress Control Number: n87861752
- Nationale Bibliotheek van Israël: 987007404354505171
- Nederlandse Thesaurus van Auteursnamen: 128407719
- Istituto Centrale per il Catalogo Unico: UBOV499545
- Système universitaire de documentation: 147458846
- Virtual International Authority File: 27910603
- WorldCat: E39PBJhmGXtCYw4d3xyBydpByd